# Alex Guerci
Alex Guerci, född 31 juli 1989 i Soresina, Cremona i Italien, är en italiensk fotbollsspelare som sedan januari 2012 spelar i Lecco. I AC Milan, hans moderklubb, så fick han bara spela en match i Serie A, då som inhoppare för Leandro Grimi, i andra halvleken av 2–3-förlusten mot Udinese, 19 maj 2007.

## Fotnoter
1. ↑  ”Arkiverade kopian”. Arkiverad från originalet den 7 juni 2007. https://web.archive.org/web/20070607090739/http://soccernet-akamai.espn.go.com/match?id=206036&cc=5739. Läst 20 maj 2007.